# Nikola Mektić
Nikola Mektić (n. 24 decembrie 1988) este un jucător profesionist de tenis croat. Specialist în dublu, a ajuns pe locul 1 mondial la dublu masculin în octombrie 2021, devenind cel de-al 55-lea jucător din istoria ATP care a realizat acest lucru și al doilea din Croația care a deținut vreodată această poziție.
Este de două ori campion de Grand Slam, după ce a câștigat Campionatele de la Wimbledon din 2021 la dublu masculin împreună cu compatriotul său Mate Pavić și Openul Australiei din 2020 cu Barbora Krejčíková la dublu mixt. Mektić a fost finalist la US Open 2020 cu Wesley Koolhof la dublu masculin și la US Open 2018 cu Alicja Rosolska la dublu mixt.
Mektić a câștigat 17 titluri de dublu la ATP Tour, inclusiv șase la nivelul Masters 1000 cu patru parteneri diferiți. Mektić a câștigat și finala ATP 2020 cu Koolhof. La simplu, cea mai înaltă poziție atinsă a fost locul 213 mondial în mai 2013. Mektić a făcut parte din echipa Croației care a câștigat Cupa Davis 2018 și a câștigat o medalie olimpică de aur la Jocurile Olimpice din 2020 alături de Pavić.